# Ranulf de Blondeville

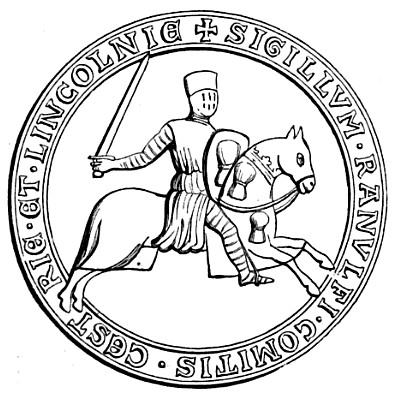
SIGILLUM RANULFI COMITIS CESTRIE ET LINCOLNIE ("Sello de Ranulf Conde de Chester y de Lincoln"). Sus armas de "atuendo de trigo" son visibles en su escudo y en la capa de su caballo, y se volvieron comunes como "armas de patrocinio" llevadas por la última nobleza de Cheshire (ver, por ejemplo, Scrope contra Grosvenor).

Ranulf de Blondeville, VI conde de Chester y I conde de Lincoln(1170 - 26 de octubre de 1232), considerado en ocasiones como cuarto conde de Chester (en el segundo linaje del título después de la desaparición del segundo conde), pertenecía a la primera generación de barones anglonormandos, cuya lealtad a la dinastía angevina dependía de la constante recepción de contrapartidas económicas. Se le ha descrito como "casi la última reliquia de la gran aristocracia feudal de la Conquista".

## Primeros años
Ranulf nació en 1170, en Montgomeryshire, Powys, Gales y fue el primogénito de Hugh de Kevelioc y Bertrade de Montfort de Evreux.Se decía que era de baja estatura.
Ranulf accedió al condado de Chester cuando aún era menor de edad, al igual que su padre y fue nombrado caballero en 1188 o 1189, lo que le dio el control de sus propiedades en Inglaterra y Normandía.Aunque utilizó de manera habitual el título de Duque de Bretaña por matrimonio, nunca tuvo el control real del ducado y no se tiene conocimiento de que hubiera participado activamente en la política bretona.

## Propiedades
Ranulfo de Blondeville heredó inicialmente el vizcondado de Avranches y el condado de Chester junto con otras importantes propiedades en Inglaterra (Chester no se consideraba parte de Inglaterra). Tras la conquista de Nomandía por los Capetos en 1204, Ranulf perdió el control de Avranches, pero aún poseía propiedades sustanciales que le permitían reunir 198 caballeros a finales del siglo XII. 
Junto con su vasallo más poderoso, el condestable de Lacy de Chester, fue también señor supremo de los honores de Clitheroe y Pontefract, Halton y el señorío de Bowland, que eran grandes baronías con docenas de feudos adjuntos. Se desconoce si estas tierras se incluyeron o no en los feudos de los 118 caballeros en tierras inglesas. Ranulf ocupó varias importantes mansiones en desarrollo y ciudades comerciales como Frodsham, Macclesfield en Cheshire y Chipping Campden en Gloucestershire.

## Cronología de la carrera de Ranulfo

### Inicios
En 1188 o 1189,Ranulfo se casó con Constanza de Bretaña,viuda de Godofredo II de Bretaña, hijo de Enrique II. Enrique no envidiaba a la duquesa y deseaba que contrajese matrimonio con algún magnate confiable. Este matrimonio otorgó a Ranulf el control del condado de Richmond,pero el matrimonio fracasó.
En 1196, el rey Ricardo I nombró a Arturo, de nueve años, hijo de Constanza y Godofredo, como heredero presuntivo, y lo convocó a él y a la duquesa Constanza, a Normandía. Constanza partió desde Nantes hacia Ruán, pero fue secuestrada durante el trayecto por su ex marido. Ricardo, furioso, marchó a Bretaña para rescatar a su sobrino mientras que Arturo fue llevado por su tutor en secreto a la corte francesa para criarlo con Luis, hijo de Felipe II de Francia. Finalmente, en 1199 Constanza escapó de su marido y su matrimonio se disolvió por deserción.
En 1200, Ranulfo consolidó su poder en Normandía por su matrimonio con Clemencia de Fougères;hija de Guillermo de Fougères. Se había opuesto al intento de golpe de Juan de 1193-1194 y mantuvo el contacto con los partidarios de su antiguo hijastro Arturo. Pasó en Francia gran parte del periodo entre 1199-1204, manteniéndose leal al rey Juan gracias a contrapartidas económicas. Sin embargo, en el invierno de 1204-1205, el rey confiscó temporalmente extensas propiedades a Ranulfo, del que sospechaba mantenía tratos con los rebeldes galeses y podía tener intención de iniciar una rebelión. Este episodio convenció a Ranlfo, al menos en apariencia, de mantenerse leal a Juan,. A partir de entonces fue colmado de favores reales, combatiendo en las guerras galesas entre 1209 y 1212, contribuyendo a consolidar la paz con el Papa en 1213-14 y asistiendo al rey en Poitou en 1214.
Fue uno de los pocos magnates testigo de la Carta Magna de 1215, que luego adaptaría para apaciguar a sus propios barones en la forma de la Carta Magna de Chester.[5] Durante la guerra civil, tomó partido por el rey junto a William Marshal y los condes de Derby y Warwick, mientras que el resto de la nobleza inglesa estaba con el enemigo o se mantenía al margen del conflicto.

### Regencia
Chester fue nombrado en 1215 señor del condado de Lancashire con poder para nombrar alguaciles.También recibió los títulos de Gran Sheriff de Lancashire, Gran Sheriff de Staffordshire y Gran Sheriff de Shropshire en 1216. A la muerte de Juan en 1216, la influencia de Ranulfo siguió creciendo y en Gloucester se esperaba que Ranulfo disputara la regencia del joven Enrique III. Sin embargo, la nobleza y los clérigos reunidos en Gloucester antes de la llegada de Ranulfo propusieron como regente a Marshal, decisión que fue aceptada por Ranulfo a su llegada a Gloucester el 29 de octubre de 1216, lo que eliminó la posibilidad de cualquier conflicto.

### Campaña de 1217
Antes de la muerte de Juan, los barones rebeldes habían ofrecido el trono de Inglaterra a Luis, por entonces Delfín de Francia. Luis entró en Inglaterra en verano de 1216, conquistando Winchester. Ranulfo de Blondeville dio su apoyo a la reedición de la Carta Magna en 1216 y 1217 y usó su experiencia militar para derrotar a los rebeldes en Lincoln en 1217. Ranulfo recibió la misión de impedir que los barones del norte se unieran con Luis en el sur.
El conde decidió aprovechar la situación en su propio beneficio atacando el castillo de Saer de Quincy, I conde de Winchester en Mountsorrel en Leicestershire, del que predecesores del conde de Winchester habían expulsado a Ranulf de Gernon, abuelo de Ranulfo. El conde de Winchester convenció a Luis para que enviara refuerzos al castillo pero, cuando llegaron, De Blondeville y los realistas habían partido en dirección a Lincoln para enfrentarse a una fuerza francesa que estaba asediando el castillo.
Por su parte, William Marshal, que tenía su base en Northampton también se dirigió a la ciudad. Realistas, encabezados por Marshal y Ranulfo, y franceses y sus aliados, se vieron las caras en Lincoln. La batalla se resolvió con una aplastante victoria de los realistas, que capturaron a cuarenta y seis barones, a los condes de Winchester y Hereford y al conde de Lincoln, recientemente creado por Luis. Tras la victoria, Ranulfo fue creado conde de Lincoln por el rey Enrique III de Inglaterra el 23 de mayo de 1217.

### Quinta Cruzada
En 1218, de Blondeville decidió honrar el voto de cruzada que había hecho tres años antes y viajó hacia el este. Se reunío con los condes de Nevers y de La Marche en Génova, junto a los condes de Derby, Arundel y Winchester.  Navegaron luego hacia Egipto y el Nilo. A un invierno gélido en el campamento le siguió un verano abrasador que afectó enormemente a la moral de los cruzados.
En septiembre de 1219, el sultán, receloso ante el conflicto fuera de Damieta, ofreció a los cruzados un trato sorprendente: Belén, Nazaret, Jerusalén y Palestina central y Galilea, a cambio de abandonar Egipto. Ranulfo se mostró a favor de aceptar la oferta, al igual que muchos de sus pares ingleses.
Sin embargo, Pelagio Galvani, patriarca de Jerusalén y las órdenes militares se mostraron contrarios y finalmente la oferta fue rechazada. El 5 de noviembre los Cruzados se presentaron ante Damieta, que pudieron tomar y asegurar sin mucha dificultad. Sin embargo, cuando llegó el invierno, el ejército estaba totalmente descontento. Ranulfo abandonó Damieta en septiembre de 1220, junto al resto de condes ingleses, dejando en la ciudad una fuerza irrelevante al mando del obispo Pelagio y las Órdenes Militares. Con el fracaso de la cruzada, regresó a Inglaterra para enterarse del fallecimiento de William Marshal y del gobierno de Hubert de Burgh .

### Últimos años

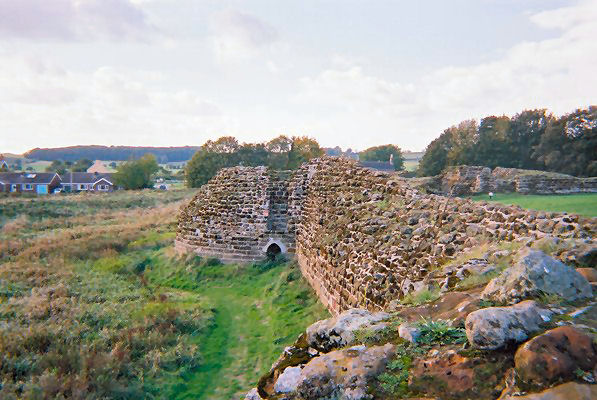
Ruinas del castillo de Bolingbroke en Lincolnshire, construido por Ranulfo

Entre 1220 y 1224 se produjo una escalda de las tensiones entre los actuales funcionarios del gobierno y los antiguos leales al rey Juan, tensiones que culminaron con el estallido de una guerra abierta en el invierno de 1223-124, cuando Ranulfo, entre otros, intentó oponerse las reformas administrativas de De Burgh. Ranulfo construyó el castillo de Bolingbroke cerca de Spilsby en Lincolnshire hacia 1220, lugar de nacimiento del rey Enrique IV, así como el castillo de Chartley en Staffordshire y el castillo de Beeston en Cheshire.Fue nombrado brevemente castellano del castillo de Wallingford. En esta época formaría una alianza con Llywelyn el Grande, cuya hija Elen se casó con el sobrino y heredero de Ranulfo, Juan de Escocia, en torno a 1222.
Los últimos años de De Blondeville lo vieron actuar como un veterano estadista, atestiguando la reedición de la Carta Magna en 1225 e interviniendo en la disputa de 1227 sobre las leyes forestales. En el plano militar, dirigió al ejército de Enrique III en la desafortunada expedición a Poitou de 1230-1. Tras la muerte de William Marshal el Joven fue puesto al frente de la expedición pero, aunque mostró vigor y avanzó hacia Anjou, se vio obligado a concluir una tregua con el rey de Francia después de que los franceses alcanzaran la frontera bretona.

## Muerte de Ranulfo

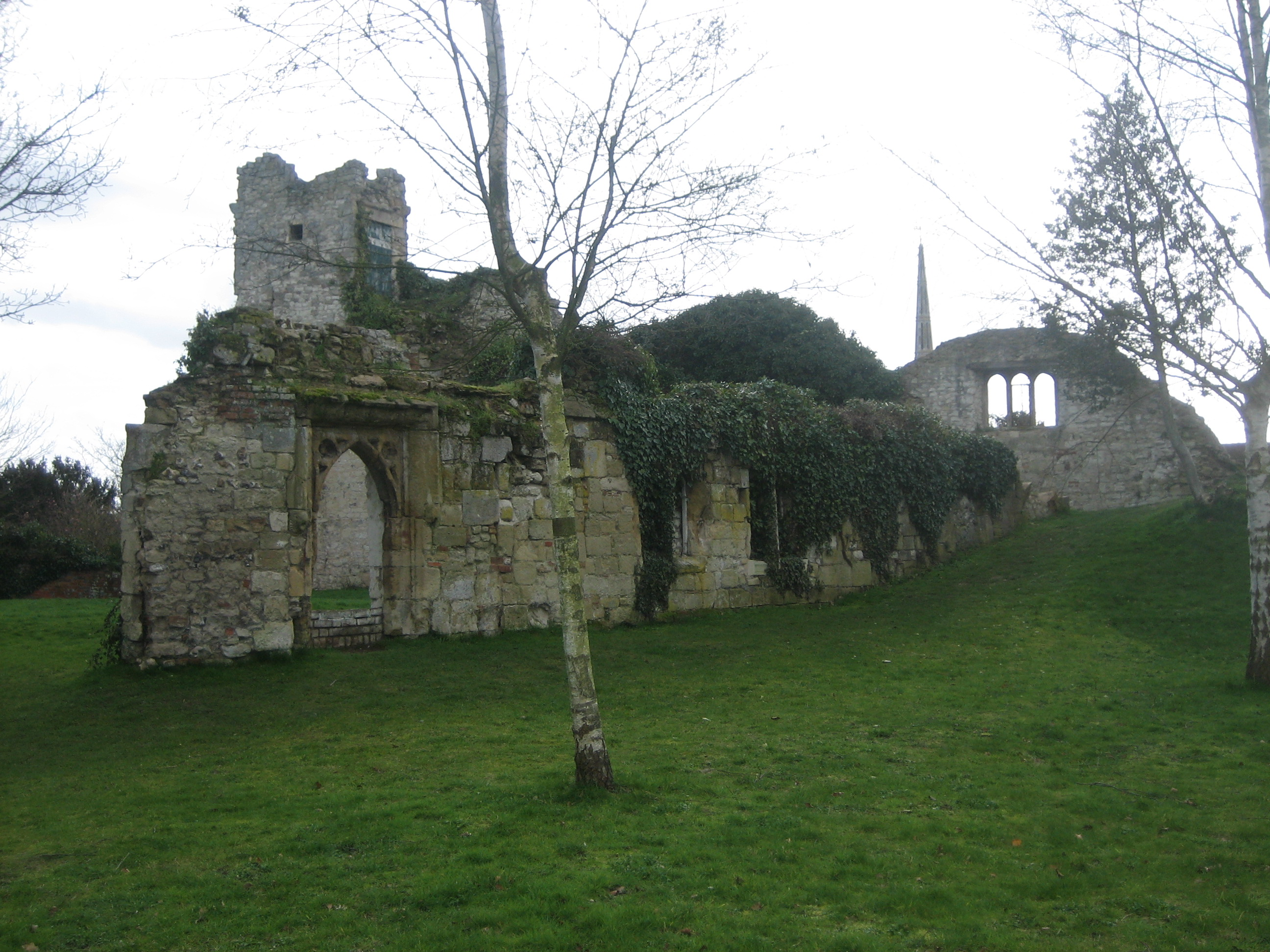
Castillo de Wallingford en Oxfordshire (anteriormente Berkshire)

Ranulfo murió en Wallingford el 26 de octubre de 1232,a los sesenta años. Sus órganos fueron enterrados en el castillo de Wallingford, su corazón en la abadía de Dieulacres, que él había fundado, y el resto de su cuerpo en St Werburg's en Chester. Sus extensas propiedades fueron repartidas entre sus cuatro hermanas Matilda (Maud), Mabel, Agnes (Alice) y Hawise como coherederas.
La segunda hermana de Ranulf, Mabel, y su hermana mayor, Matilda (Maud), compartieron las propiedades con sus otras hermanas. La tercera hermana de Ranulf, Agnes (Alice), heredó, junto con una participación en otras propiedades con sus hermanas, tierras entre los ríos Ribble y Mercy, el castillo de Powis cerca de Welshpool en Gales, el castillo de Chartley, Staffordshire, y tierras en Bugbrooke, Northamptonshire. La hermana menor, Hawise, heredó el honor y el castillo de Bolingbroke, y grandes propiedades como Lindsey y Halland en Lincolnshire, y parte de otras propiedades con sus hermanas.  
Antes de su muerte, Ranulfo había hecho a Hawise, su hermana menor, la donación inter vivos del condado de Lincoln, después de recibir la dispensa de la Corona. En abril de 1231 le concedió el título mediante carta formal confirmada por Enrique III. Hawise fue investida formalmente como suo jure condesa de Lincoln el 27 de octubre de 1232, tras la muerte de Ranulfo y ocupó el condado hasta que, poco después, también con dispensa real, donó el condado a su hija Margaret de Quincy y su marido, John de Lacy, conde de Lincoln, que fueron investidos formalmente por el rey como condesa y conde de Lincoln el 23 de noviembre de 1232. 
Tras su muerte, su sobrino, Juan (hijo de su hermana mayor Matilda), fue investido formalmente por el rey Enrique III como conde de Chester el 21 de noviembre de 1232, lo que sugiere un acuerdo previo.

## En la cultura popular
"Ranulf Earl of Chester" se menciona en la misma línea que Robin Hood en Pedro el Labrador, la primera referencia a las historias que circulan sobre este último personaje. 
Como figura importante en los reinados de Ricardo I y Juan, Ranulfo aparece en novelas ambientadas en esa época.
Ranulfo de Blondeville aparece como personaje secundario en la novela Yo mismo como testigo de James Goldman de 1979, ambientada en el reinado de Juan I. Ranulfo es descrito como el "único visigodo vivo" y lo condena por asesinar a los galeses en su calidad de señor anglo-normando de las Marcas de Gales. Se le presenta como un enemigo brutal de todo lo galés.
Antes de la novela de Goldman, Ranulfo aparece en Falls the Shadow, obra de Sharon Kay Penman, sobre la vida de Simon de Montfort, conde de Leicester, cuando promete apoyar personalmente la petición de Simon al rey para que este reconozca su derecho al empobrecido condado de Leicester.
Ranulfo hace también una breve aparición en la novela de Lauren Johnson de 2013 , La flecha de Sherwood, participando en el asedio de Nottingham en 1194.
Es mencionado igualmente en  la serie de televisión de los años 80 Robin of Sherwood .